# Spathius cursor
Spathius cursor är en stekelart som beskrevs av Wilkinson 1931. Spathius cursor ingår i släktet Spathius och familjen bracksteklar. Inga underarter finns listade i Catalogue of Life.